# 華沙電台廣播塔
華沙電台廣播塔（波蘭語：Maszt radiowy w Konstantynowie），故址位於波蘭普沃茨克縣的Konstantynów村，高度為646.38米，在1991年倒塌之前是世界上最高的人造构筑物。該廣播塔由Mostostal公司的Jan Polak設計，始建于1970年7月，直至1974年5月18日落成，並於同年7月22日开始正式投入使用。由華沙廣播電台用作無線電長波的發送（在1988年2月1日前為227千赫，之後為225千赫）。該塔為了保持其120千伏的電壓以及同地面絕緣，而建於2米高的絕緣層之上。由于此塔的功用是用作傳送長波，故它的高度也被特别设计使之成為一個合適的半波長天線。此外，該塔功率為2百萬瓦特，它所發出的信號覆盖全歐洲、北非甚至是北美。至於它的重量，則因為不同單位轉換上的錯誤而有以下的版本：380噸、420噸、550噸，甚至是660噸也有人提及。而波蘭的资料則显示其重量為420噸。

## 建造

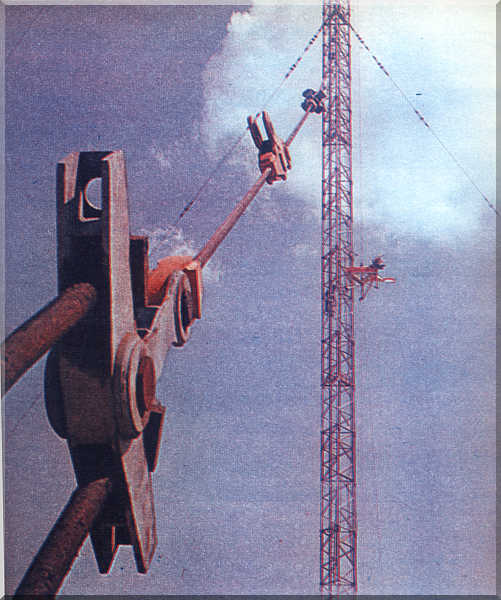
用于保持塔体稳定的斜拉索

该塔塔体是以边长为4.8米的等边三角形截面的钢格架搭建而成，其塔尖部分则由一系列直径245毫米的钢管构建。管壁厚度依据高度不等，从8毫米至34毫米不等。组成此塔的钢格架一共有86层，每层高约7.5米，塔身周围有3列直径为50毫米的斜拉索保持塔体稳定，每列拉索沿隔5层布置一根，每根拉索都固定在地面上独自的锚块上，这种间隔布列拉索的方式是为了防止静电的积累。在发射站的周围，竖立了许多安装了航空警示灯的小塔，提示飞机远离固定塔体的拉索。塔的拉索与绝缘层的总重约计80吨。在塔的内部设有一部升降机和安全爬梯，用以检修塔内包括航空警告灯在内的诸多设备。这部電梯的最高运行速度仅有0.35米/秒，从塔的底部上升到顶部要30分钟才能完成。
在塔的下半部，有一在施工的过程中就预先固定于绝缘层的垂直钢管。其底部接地，顶部直接与塔体结构的半腰高部接触，与塔体下半部形成半个回路。可在不使发射信号流向地面的同时，释放塔体的积累静电。如果没有此设备的话，塔体则被完全绝缘，即使不在雷暴天气里塔体的静电都将会积累到一个相当高的等級。
发射机房与广播塔之间由一条架空射频信号传送线连接，发射机房容积为17,000立方米，距塔约600米。机房内配有两部Brown Boveri and Cie公司的1,000千瓦的发射器。为提供稳定而准确的信号来源，发射器采用了原子钟来产生广播频率，在其信号覆及范围都可以将其作为标准频率。该基站占地65公顷，建有另一个76米高的矩形截面钢格架塔，用以与节目演播室建立无线电联系传送节目内容。整个发射站的电力消耗高达约6000千瓦。但考虑其之于波兰的极端的重要性，广播塔设计配备了一个远超所需的110千伏的变电站以供应电力。
该广播发射站的官方名称为「Radiofoniczny Ośrodek Nadawczy w Konstantynowie」或「Warszawska Radiostacja Centralna (WRC) w Gąbinie」，其所广播的节目被称为「Program Pierwszy Polskiego Radia」或「Program I PR」，及其非官方的称呼「Jedynka」。
在廣播塔完成約十年後，據調查所知，它的結構因風力對塔身、下層及拉索所形成的震盪而造成損伤。修理的工作相當困難，當局曾考慮用一座同等高度，但較堅固的塔取代之。可是這方案在波蘭的經濟困境下未能付諸實行。在1988年重新把塔塗上油漆時，但這工序也因為沒有足夠的顏料而無法完成。

## 倒塌

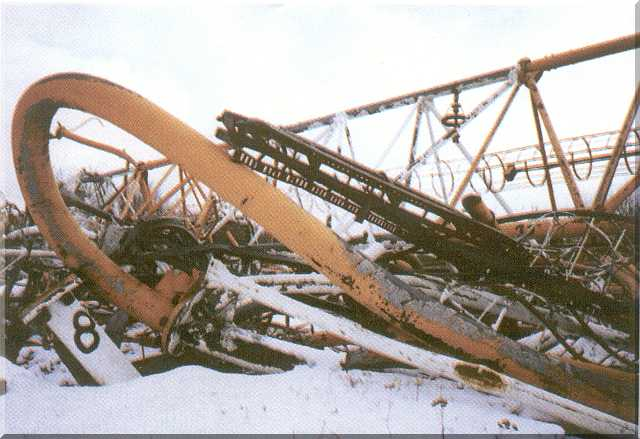
倒塌后的華沙電台廣播塔

1991年8月8日16时（UTC），塔体最高层的格架拉索替换错误，导致了整座塔的倒塌。据官方发布的信息，由于倒塌时工人已经离开了这一区域，所幸在此次事故中没有人员伤亡。但一些未经证实的消息透露，有3人在倒塌中死亡，至少12人受伤。但这极有可能是与1997年10月23日发生的另一场3人死亡的工程事故，WLBT塔倒塌事件的混淆。
拉索替换错误的说法得到了工程主要建设方Jan Polak的证实，该塔在发生破坏时首先发生弯曲，接着瞬间折成两段，上段径直坠落，下段倾倒。砸坏了Mostostal Zabrze公司的一辆小型移动吊车，但发射机房和其他设备房间在倒塌中未受破坏。
此次事故的调查委员会认定该塔的建设者与维护者 Mostostal Zabrze公司应为广播塔的倒塌负责。工程施工的协调者与 Mostostal公司部门负责人被控造有罪，两者分别被判处两年半与三年有期徒刑。
除了倒塌的塔体及连接塔体的其射频传输线，发射站的其他设施仍一直保留在原处，任随时光流逝不断锈蚀。而塔基本身，残剩的锚块以及用来固定接地钢管的孔洞今日仍依稀可见。
在华沙电台广播塔的倒塌之后，位于Olsztyn-Pieczewo的调频与电视广播发射塔（53°45′13″N 20°30′57″E / 53.75361°N 20.51583°E）以其360米的高度接替前者成为了波兰最高的建筑。在波兰之外，美国北达科他州628.8米（2,063英尺）高的KVLY电视塔暂时成为了世界上最高的建筑物，但它在2008年被阿联酋的哈里法塔超越。

## 代替
在华沙电台广播塔倒塌之后，波兰广播公司被迫使用位于华沙附近拥有335米高天线塔的Raszyn长波发射站，来接替前者的频率225千赫，功率500千瓦广播工作。该站自1978年建成开始广播以来，一直以198千赫进行波兰第二套长波节目广播。而接替225千赫的广播任务后，由于一塔不能同时以两种频率进行广播，其自身的198千赫的广播服务随即终止。若要恢复该该频段的广播服务，只得另建一座新塔或在此塔基础上加建频率转换器来实现双频广播，但后者因其低效性和不可靠性受到否决。
鉴于华沙电台广播塔对于波兰海外广播的极端重要性，早在1992年4月波兰政府就开始计划在Konstantynów重建该塔。1995年9月，基于原址的修复重建工作开始展开，但最终由于当地居民担心广播塔的電磁波而进行的抗议行动被迫取消，虽然这些抗议的真实性并未被证实。在庫亞維地區索萊茨的东南部，人们找到了一个合适的新址建塔，这里曾经是一个军事基地。1998年至1999年，一个全新的长波广播站在此拔地而起。1994年9月4日，落成典礼就此正式举行，新塔即起以225千赫的频率、1,200千瓦的功率进行广播。而Raszyn塔也自此完成了它的历史任务，恢复其198千赫的原有频率节目广播。与原塔不同的是，新塔使用了两根天线塔，每根高达289米，相距330米。

## 轶事
華沙電台廣播塔被吉尼斯世界纪录收录为当时最高的结构，当地亦曾经发行过的以该塔为主题的纪念邮票。